# 木曽福島駅
木曽福島駅（きそふくしまえき）は、長野県木曽郡木曽町福島にある、東海旅客鉄道（JR東海）中央本線の駅である。駅番号はCF30。
木曽町における代表駅であり、木曽地域としての観光等の拠点にもなっている。特急「しなの」をはじめ全ての旅客列車が停車する。

## 歴史
- 1910年（明治43年）11月25日：国有鉄道中央西線が上松駅から延伸した際の終着駅として開業[1][3][4]。旅客及び貨物の取扱を開始[2]。
- 1911年（明治44年）5月1日：当駅から中央東線（当時）宮ノ越駅まで路線延伸して途中駅となる[3][5]。同時に中央東線・中央西線が統合され中央本線に改称され、当駅も中央本線所属となる[3]。
- 1980年（昭和55年）1月31日：貨物の取扱を廃止[2]。
- 1981年（昭和56年）7月15日：駅舎改築[6]。
- 1985年（昭和60年）3月14日：荷物扱い廃止[2]。
- 1987年（昭和62年）4月1日：国鉄分割民営化により東海旅客鉄道（JR東海）の駅となる[7][2]。
- 1992年（平成4年）：駅弁販売が廃止される[8]。
- 2022年（令和4年）2月1日：エレベーターの使用を開始[9]。

## 駅構造
島式ホーム1面2線を有する地上駅。駅舎とホームは地下通路で連絡している。留置線を持つため、当駅と塩尻駅・松本駅および中津川駅を結ぶ区間列車が深夜早朝帯に数本運転されているが折り返し設定はない。
駅長・駅員配置駅（直営駅）である。管理駅として大桑駅 - 洗馬駅間の各駅を管理している。JR全線きっぷうりば、自動券売機が設置されている。
改札口付近にはキヨスク（株式会社たちばな(長野市)運営）があり、飲み物や土産物・新聞・雑誌を販売していたが、2023年3月31日に閉店している。
構内にD51 775号機が静態保存されている。国鉄時代には木曽福島機関区が存在していた。
駅舎は1981年に改築された一部二階建て鉄筋コンクリート造で、切妻屋根の和風建築である。

### のりば
| 番線 | 路線        | 方向 | 行先               |
| ---- | ----------- | ---- | ------------------ |
| 1    | CF 中央本線 | 下り | 塩尻・長野方面     |
| 2    | CF 中央本線 | 上り | 中津川・名古屋方面 |

（出典：JR東海:駅構内図）

## 利用状況
『長野県統計書』によると、1日平均の乗車人員は以下の通りである。
- 2007年度 - 991人[1]
- 2009年度 - 899人[1]
- 2010年度 - 912人[8]
- 2011年度 - 936人[11]
- 2012年度 - 889人[12]
- 2013年度 - 864人[13]
- 2014年度 - 776人[14]
- 2015年度 - 774人[15]
- 2016年度 - 771人[16]
- 2017年度 - 754人[17]
- 2018年度 - 721人[18]

## 駅周辺
中山道福島宿を元としたエリア。現在でも町役場などがあり、木曽町の中心的役割を担っている。
駅の西側に広がる南北に広い市街地の中心に位置している。福島宿の中心は駅の北側の方に位置している。
- 木曽町役場[1]
- 長野県木曽青峰高等学校[1]
- 長野家庭裁判所 木曽福島出張所
- 木曽福島郵便局
- 木曽町役場 木曽福島支所（旧・木曽福島町役場）
- イオン木曽福島店（旧サティ）
- 八十二銀行福島支店
- 松本信用金庫木曽福島支店
- 長野銀行木曽支店
- 国道19号
- 国道361号

## バス路線
- おんたけ交通 - チャオ御岳スノーリゾート、濁河温泉方面
- 木曽町生活交通システム - 木曽町内各地
- 王滝村営バス - 御岳田の原方面
- 上松町コミュニティバス - 倉本方面

スキーシーズンは一般社団法人木曽おんたけ観光局によりスキー場直行「まっしぐライナー」が発着する

### バスのりば
バス発車時にはバス出札所（駅向かい側・観光案内所併設）からの案内放送がなされる。
- 1番のりば（北向き）
  - 開田高原行（木曽馬の里方面、西野・開田支所方面）
  - きそふくしまスキー場・黒川方面
  - 本町・上町・山村代官屋敷方面
  - 濁河温泉行（季節運行）
  - チャオ御岳スキーリゾート行（季節運行）
  - 三岳王滝・倉本線（本町終点）
  - 木曽駒高原行（大原・日義方面、本町・上町・福島関所方面）
  - 赤沢線
  - （木曽高山連絡バス）高山濃飛バスセンター行（季節運行、濃飛バスとの共同運行）
- 2番のりば（南向き）
  - 上松ねざめ・立町・倉本行
  - 赤沢自然休養林行（季節運行）
  - 三岳・王滝行
  - 木曽駒高原・開田高原線（木曽病院終点）
  - 田の原行（季節運行）
  - 三岳黒沢・里宮行
  - 三岳屋敷野方面行
  - 木曽温泉行
  - 御岳ロープウェイ・黒沢6合目行（季節運行）
- 出札所前のりば
  - 中央高速バス塩尻・木曽福島線　バスタ新宿（新宿駅南口）行（京王バスとの共同運行）
  - パノラマライナー 伊那市駅・仙流荘行（JRバス関東が運行）（季節運行）

## 画像一覧

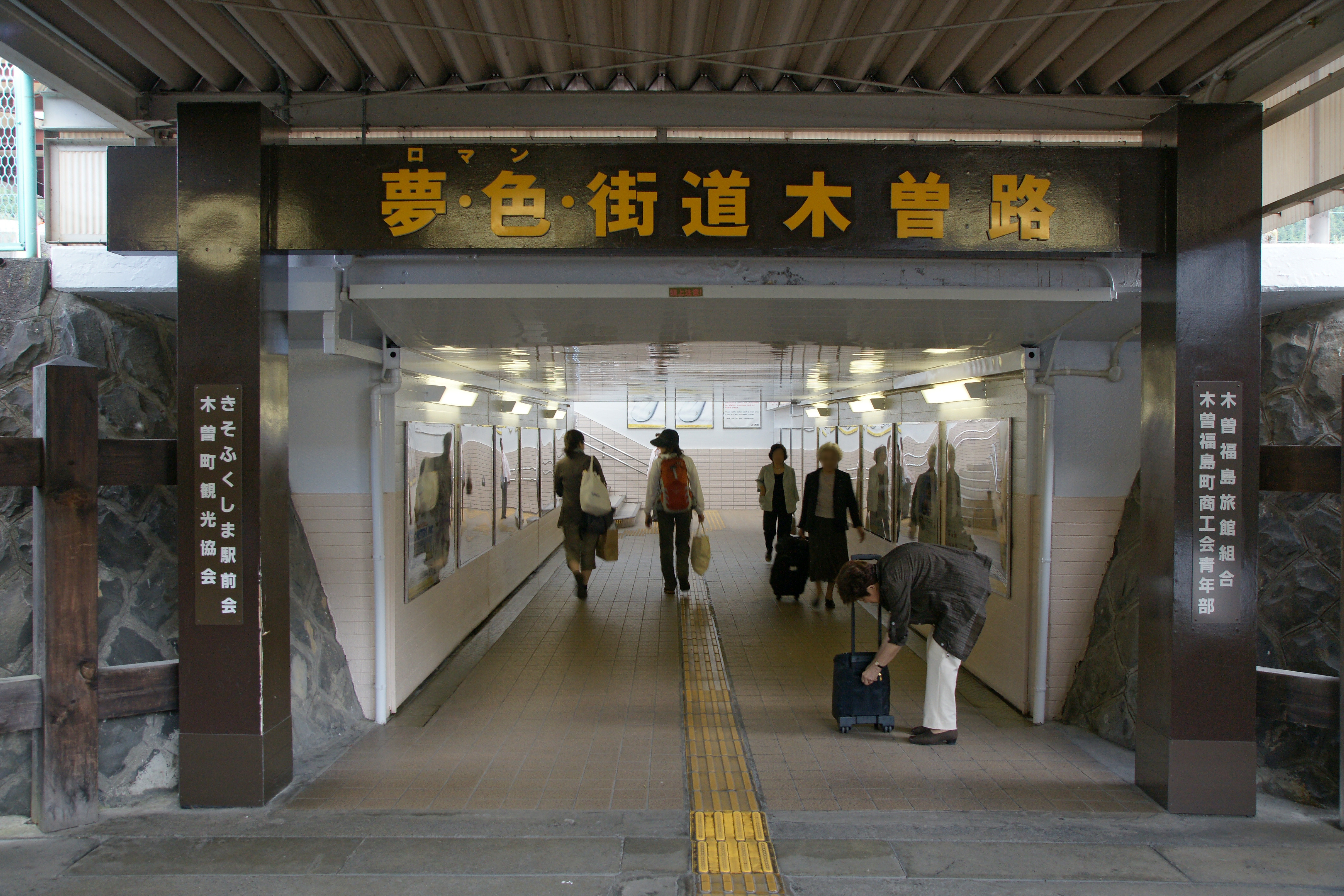
地下道
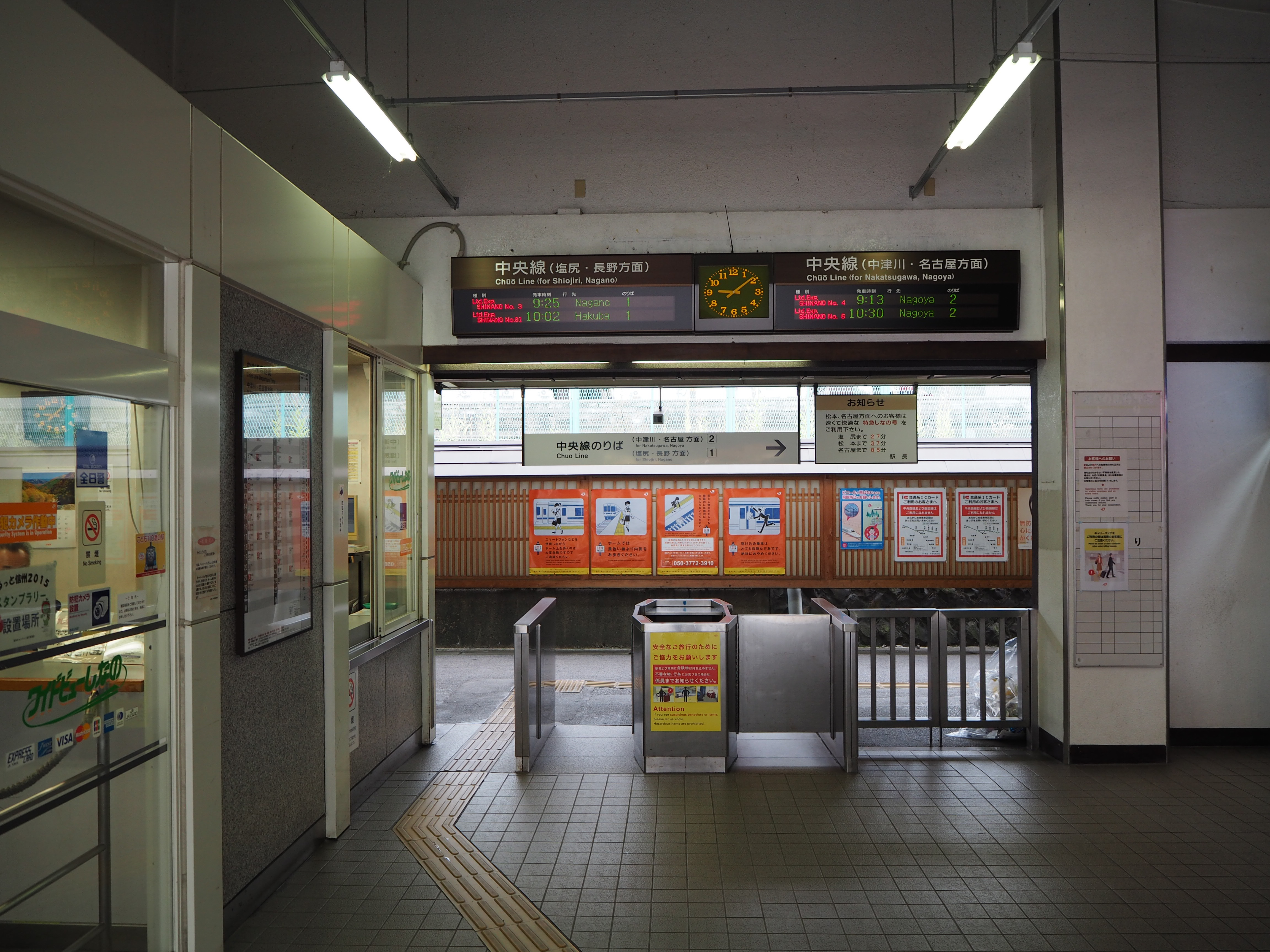
改札口
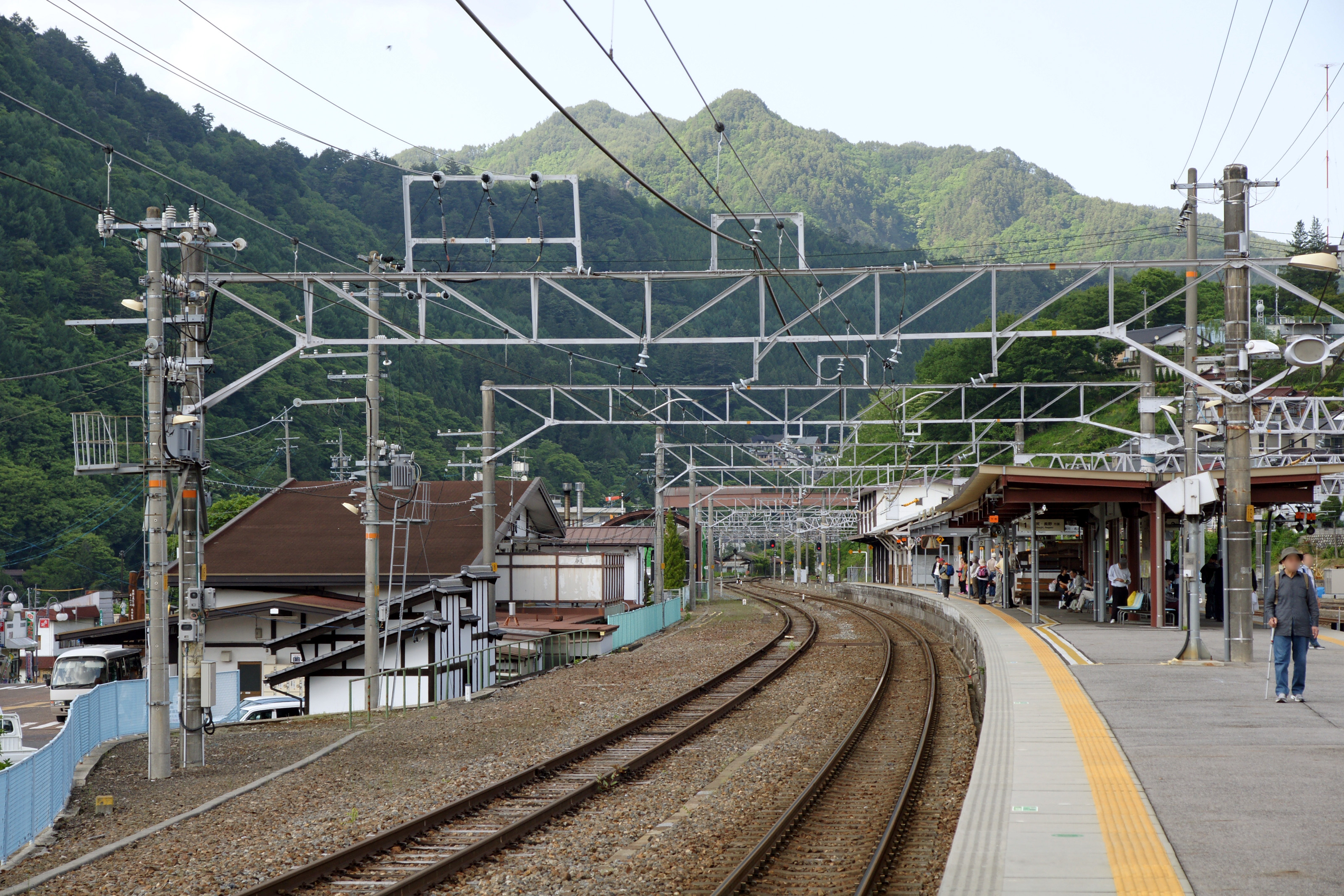
プラットホーム
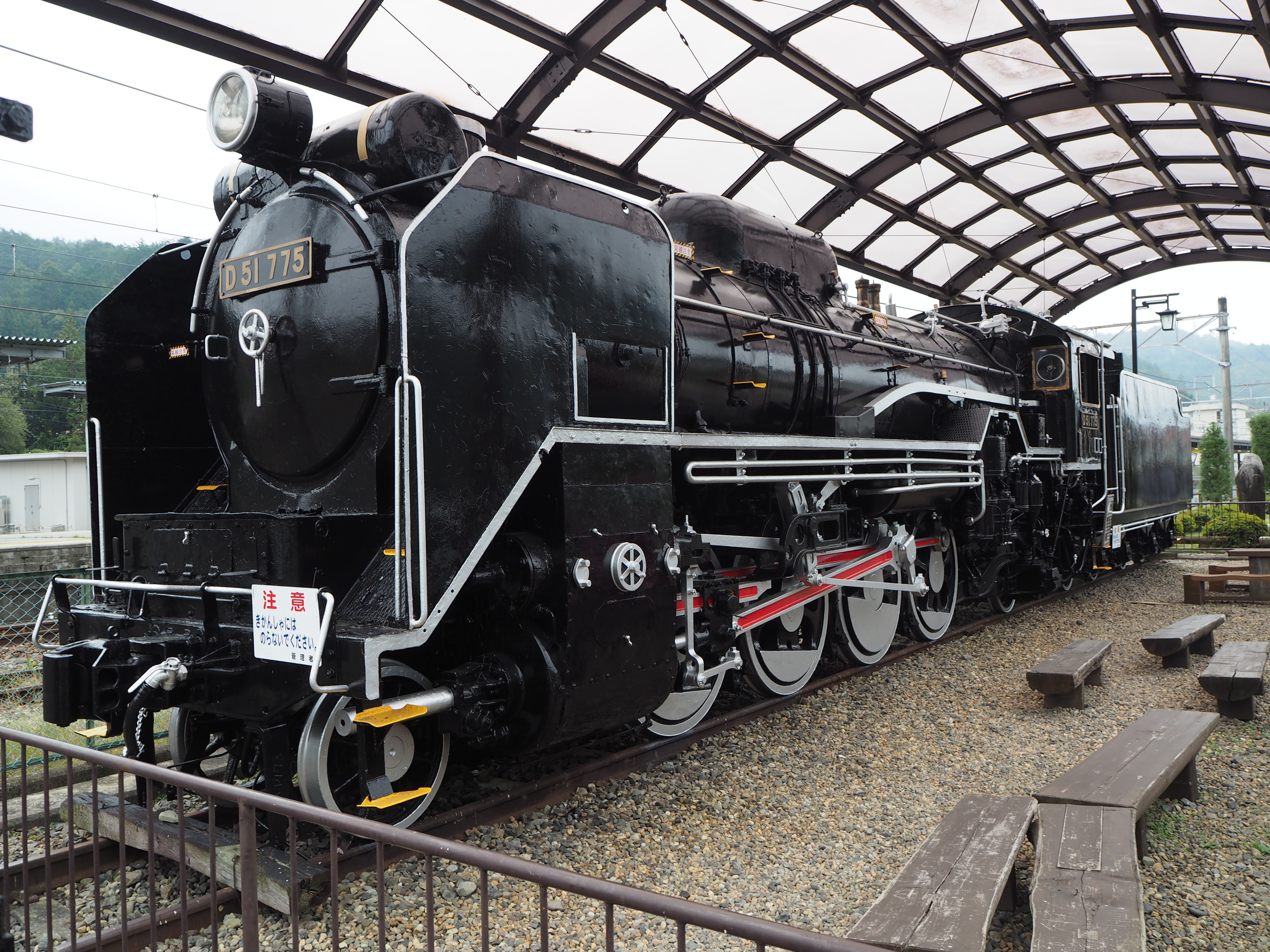
駅舎脇に保存されているD51 775

## 隣の駅
※特急「しなの」の隣の停車駅は、列車記事を参照。
東海旅客鉄道（JR東海）
CF 中央本線
原野駅 - 木曽福島駅 (CF30) - 上松駅 (CF29)